# Caryomys
Caryomys é um gênero de roedores da família Cricetidae.

## Espécies
- Caryomys eva (Thomas, 1911)
- Caryomys inez (Thomas, 1908)